# جون ديلامير
جون ديلامير (بالإنجليزية: John Delamere)‏ (18 فبراير 1956 - ) هو لاعب كرة قدم أيرلندي في مركز الهجوم. لعب مع نادي شيلبورن.